# Agdistis salsolae
Agdistis salsolae là một loài bướm đêm thuộc họ Pterophoridae. Nó là loài đặc hữu của quần đảo Canary.
Sải cánh dài 16–18 mm. Có ba lứa một năm, con trưởng thành bay từ tháng 3 đến tháng 4, từ tháng 6 đến tháng 7 và vào tháng 10.
Ấu trùng ăn Salsola oppositifolia.